# 傑克·尼克勞斯
杰克·威廉·尼克劳斯（英語：Jack William Nicklaus，1940年1月21日—），美国职业高尔夫球运动员，是美国最成功的职业高尔夫球运动员之一。因为其金色头发和高大的身材，被球迷亲切地称为“金熊”。截至2012年，尼克劳斯仍保持着四大满贯赛事冠军总数第一名的纪录。
他曾在1968年至1977年间，连续占据麦考马克世界高尔夫球排名首位长达十年之久。在1962年至1967年的巅峰时期，金熊夺得了七次大满贯赛事桂冠，被认为是这一时期的球坛第一人（部分评论认为，阿诺德·帕尔默也是这一时期的杰出代表）。从1978年起，众多年轻球员（如汤姆·沃森和塞弗·巴雷斯特罗斯等）纷纷崛起，但尼克劳斯仍凭借着稳定的发挥保持着高尔夫球坛一流球手的地位，甚至到了1986年仍能再次夺得大满贯冠军。他在长达四分之一个世纪的时期内，依靠高水平的球技成为了高尔夫球界的传奇人物。
在连续夺得1959年和1960年两届美国业余高尔夫球锦标赛的冠军，以及参加1960年美国公开赛之后，尼克劳斯于1961年底转为职业球员。尼克劳斯在1962年美国公开赛取得的优胜，既是他取得的第一个大满贯冠军，同时也是他职业球员时期的首个冠军。当时的亚军是另一位传奇高球人物阿诺德·帕尔默，从此两位巨星开始了持续多年的双雄争霸。1966年，尼克劳斯在美国名人赛成功卫冕（这也是该赛事历史上首次卫冕成功），并取得同年英国公开赛的冠军，从而完成了包揽不同年度四大满贯的伟业。在经过短暂的沉寂后，他又在1970年再度称霸英国公开赛。
在整个1970年代，尼克劳斯又惊人地夺取了九个大满贯赛事冠军，从而超越了鲍勃·琼斯保持的13个大满贯冠军数纪录。1986年，46岁的尼克劳斯勇夺美国名人赛锦标，取得他职业生涯最后一个大满贯赛冠军，他也成为这项赛事的史上最高龄冠军（四大满贯赛事中最高龄冠军是尤里乌斯·保罗斯（Julius Boros），他在1968年以48岁“高龄”夺得PGA锦标赛冠军）。1990年起，尼克劳斯开始参加高级PGA巡回赛（现名为“冠军巡回赛”，尼克劳斯到1996年为止已获得十项冠军，其中有八个为该巡回赛内大满贯赛事）。同时，他仍坚持参加四大公开赛直至2005年。
除了运动员的身份之外，尼克劳斯在其他方面也取得了相当大的成就。他设计过众多高尔夫球场，并出版多部书籍，还主办了一项PGA巡回赛赛事——纪念高球赛（Memorial Tournament）。他拥有的高尔夫球场设计所是全球最大的同类事务所之一。尼克劳斯的文字作品包括高尔夫球技指导书籍和他本人的自传等，其中《Golf My Way》被认为是最出色的高尔夫指导教材之一。

## 业余球员生涯
尼克劳斯出生于俄亥俄州哥伦布市的一个药剂师家庭。其童年时光在上阿靈頓市（Upper Arlington）的郊区度过，之后入读当地的一所高中。幼年时曾患脊髓灰质炎（俗称“小儿麻痹症”）的杰克在病愈后，开始练习高尔夫球，并在他个人首次九洞练习中击出了51杆的成绩。13岁时，他已能在18洞比赛中击出70杆的优异成绩。12岁的杰克已获得了俄亥俄州内的五个少年组比赛冠军。到了16岁，他在俄亥俄州公开赛中击败众多职业选手，夺得冠军。进入大学后，他赢得两次美国业余高尔夫球赛（1959年、1961年）和一次NCAA高尔夫球锦标赛（1961年）。在1960年美国公开赛上，尼克劳斯以业余选手身份击出了282杆的创纪录（该赛事中业余选手的最好成绩）成绩，但最后仍以两杆之差落败于当时的高球天王阿诺德·帕尔默。在1959年和1961年，尼克劳斯两度代表美国队参加与英爱联队对抗的沃克杯比赛，他优异的表现也帮助美国夺得了这两届比赛的胜利。1960年，他还作为美国队成员，赢得了艾森豪威尔奖杯，并在比赛中以四轮269杆的历史最佳成绩夺得了一项非正式的个人荣誉。凭着上述优秀的表现，杰克在1959年至1961年间，连续三次被高尔夫文摘杂志评选为世界最佳业余球手。

## PGA巡回赛时期

### 辉煌的前期职业生涯
尼克劳斯从1962年起转为职业选手。在首个年度，他的成绩就非常耀眼，即美国公开赛冠军。当时的对手也是阿诺德·帕尔默，两人经过四轮较量仍不分胜负，最后在周一的附加赛中尼克劳斯终于胜出。这场比赛拉开了尼克劳斯-帕尔默争霸时代的序幕，也使得大批球迷开始利用新出现的电视媒体关注两人的竞争。在首个职业赛季，尼克劳斯还获得了另两个冠军：西雅图公开赛和波特兰公开赛，总奖金数达到六万美金，名列当年奖金排行榜第三名，并被评选为“年度最佳新人”。
在1963年，尼克劳斯又获得两个大满贯赛事冠军——美国名人赛和PGA锦标赛。加上当年获得的其他三个冠军，他一年内获得奖金十万美元以上，并排在巡回赛奖金榜第二位。尽管1964年他没有赢得任何一项大满贯赛事，但仍以81.13美元的微弱优势超越帕尔默，首次占据奖金榜首位。在同年英国公开赛上，尼克劳斯在最后36洞以66杆和68杆的成绩创造了该赛事的最低杆数纪录。尽管如此，他仍惜败于托尼·莱玛（Tony Lema）。
此后，尼克劳斯连续赢得了1965年和1966年两届美国名人赛，成为该赛事首位卫冕成功者。同时在1965年的该赛事中，他创造的271杆纪录保持了30多年之久，直至1997年方被泰格·伍兹以270杆成绩打破。在1966年，他终于在苏格兰夺得了英国公开赛冠军，从而在26岁就实现了最年轻的生涯大满贯纪录。在他之前，只有基恩·萨拉森（Gene Sarazen）、本·霍根（Ben Hogan）和加里·普莱尔（Gary Player）实现过包揽四大满贯赛事冠军的伟大成就。到1978年为止，尼克劳斯已经实现了三次生涯大满贯（即每项大满贯赛事都夺得三次以上冠军）。1967年，尼克劳斯在Baltusrol第二次捧起了美国公开赛冠军奖杯，并以275杆成绩打破了本·霍根保持的赛事纪录。

### 短暂的沉寂期(1968-1970)
在1967年美国公开赛夺冠之后，尼克劳斯进入了一个短暂的低迷时期。直到1970年英国公开赛为止，他在两年多的时间里未赢得一项大满贯赛事。另外，1968年至1970年期间，他在巡回赛年终奖金榜的排名徘徊在第二名至第四名，这是他转为职业球员后表现最差的时期。这一时期，他的健康状况也有所下滑，并一度为过重的体重困扰，从而影响了参赛的耐久力。在1969年秋季，尼克劳斯的体能终于有所恢复，再次回到自己的巅峰状态。次年，尼克劳斯的父亲查尔斯去世。但不久，尼克劳斯在当年英国公开赛中以一场精彩的附加赛击败美国同胞道格·桑德斯（Doug Sanders）。当尼克劳斯推进最后一杆球后，他激动地将推杆抛向空中，因为这是他第一次在高尔夫球的发源地获得大满贯赛事冠军。日后，他对这段经历回忆道：

“我打球的水平不赖，但这对我来说并不是那么重要。那时，我父亲离我而去，我意识到他的一生与我的高尔夫球紧紧相连。但我却没有把最美好的一面奉献给他。我要重新振作起来，回到球场去！从这个意义上来说，1970年对我来说意义非凡。。。。这对我来说，确实是一次极大的鼓舞。”

### 纪录创造者
随着1971年2月将PGA锦标赛冠军奖杯揽入囊中，尼克劳斯已成为历史上首位两度包揽四大满贯冠军的球员。同年，他又一鼓作气赢下了包括梅赛德斯奔驰锦标赛在内的4项赛事，这其中也包括他与阿诺德·帕尔默合作取得的国家队锦标赛冠军。
进入1972年，尼克劳斯再度夺得美国名人赛和美国公开赛两项大满贯赛事，这一度让一年连夺四大满贯的话题沸沸扬扬。在圆石滩球场举行的美国公开赛上，他面对第17号三杆洞，当时空中刮着强烈的海风，但尼克劳斯仍用一号铁杆果断地击球，最后小白球神奇地击中旗杆，停在洞口六英寸近的草皮上。这次击球成为历史上经典的一幕。这一届美国公开赛的胜利也成为尼克劳斯的第13个大满贯赛事胜利，同时也使他平了鲍比·琼斯（Bobby Jones）的生涯大满贯胜利纪录(事实上，琼斯时代的大满贯赛事范围有所不同)。这一年，尼克劳斯共夺得七项赛事冠军和三个亚军。但是，他仍未能取得真正意义的“大满贯”，因为在英国公开赛上，李·特维诺（Lee Trevino）以一杆优势战胜了金熊，而PGA锦标赛的奖杯则被加里·普莱尔（Gary Player）夺走。
琼斯与尼克劳斯共同分享的纪录很快在1973年的PGA锦标赛中被夺得第14个大满贯赛事冠军的后者打破。同年，尼克劳斯又获得其他六项赛事的优胜。他还获得了当年PGA年度最佳球员的荣誉，这是他第三次获得该项称号。第二年，他虽然未获得任何一项四大赛冠军，但作为进入世界高尔夫球名人堂的首批十三位球员，这一荣誉也足以让他欣慰。他本人也表示，名人堂的称号对这个让人失望的赛季而言是一个安慰。
1975年的尼克劳斯仍然收获了一系列的辉煌战果。他在赛季初就赢得了多拉公开赛（Doral Open）、韦里孙传统赛（Verizon Heritage）和美国名人赛。在这届名人赛中，尼克劳斯在第16洞击出了一杆40英尺的长推杆，从而夺得了他个人的第五个名人赛冠军。同年8月，他又夺得了生涯第四个PGA锦标赛的优胜。这一年的优异表现使他第四次荣获PGA年度最佳选手的殊荣。同时，他也被美国广播公司（ABC）评选为“全球年度最佳运动员”（Wide World of Sports Athlete of the Year）。
1976年，尼克劳斯仅参加了16个PGA巡回赛赛事，而且只取得了其中的两个冠军（并没有大满贯赛事冠军），但他稳定的发挥仍使自己又一次登上奖金榜首位。他本人对这一年的表现并不满意，称其为“徘徊不前但又充满希望的一年”。这一年，他史无前例地第五次被评为PGA年度最佳选手。1972年至1976年间，尼克劳斯五夺最佳选手称号（仅1974年未当选），进入了他职业生涯的巅峰时期。
尼克劳斯在1977年仍未能在四大赛上斩获任何一个冠军，但当年英国公开赛上，他与汤姆·沃森之间的冠亚军争夺战仍吸引了全世界球迷的关注。在这一场“阳光下的决斗”中，尼克劳斯在最后两轮击出了65-66的好成绩，但仍以一杆之差惜败于沃森（成绩为65-65）。日后，他回忆道：

“有关1977年英国公开赛后两轮比赛是否是历史上最伟大的对决的争论一直持续了一个月以上。。。。我或许没有资格对此作出评论。但是我可以肯定的是，这场比赛绝对是我个人职业生涯中最激动人心的一场对决。”

这一年，尼克劳斯收获了他的第63个PGA巡回赛冠军，从而超越了本·霍根，成为仅次于山姆·施奈德的史上第二人。
1978年在英国公开赛上的胜利使得尼克劳斯成为第一位在四大赛的每一个赛事中均获得三次以上冠军的传奇巨星。这一纪录直到2008年美国公开赛后才被泰格·伍兹追平，他们两人是目前仅有的两位完成三次生涯大满贯的球手。同年尼克劳斯还赢得了包括球员锦标赛在内的三项PGA巡回赛赛事冠军，并被美国体育杂志《运动画刊》评选为当年度最佳体育人物。此后他进入了一个短暂的低迷期。1979年整年，尼克劳斯的状态低迷到前所未有的程度，没有得到该赛季任何一项赛事冠军，最好的成绩只是仅有的一次亚军。
糟糕的赛季结束后，尼克劳斯分析了严重影响他成绩的两个因素。与他合作多年的教练杰克·格劳特发现了他挥杆动作的毛病，并加以纠正。另外，他在短杆球方面的劣势也通过20年老友菲尔·罗德格斯的指点而得到弥补。后者当时就住在尼克劳斯家中，此后也成为了一名优秀的教练。
进入1980年，尼克劳斯仅在三项赛事中取得了前十名的成绩，但是其中包括两个大满贯赛事冠军（美国公开赛和PGA锦标赛）以及在多拉-东部公开邀请赛（Doral-Eastern Open Invitational）的亚军。这之后的5年内，尼克劳斯的成绩明显下滑，仅仅取得了两项巡回赛冠军，其中包括1984年在他自己创办的纪念高球赛上取得的胜利。
1986年，尼克劳斯史无前例地第六次获得美国名人赛冠军。这届比赛上他在连续的三洞中，打出了“老鹰-小鸟-小鸟”的精彩表演。他以46岁“高龄”赢得名人赛的这一纪录至今仍未被打破。当时，体育专栏评论家湯瑪斯·包斯威爾（Thomas Boswell）对他的评价是：
“世上有些事情不可能发生，是因为那太不可思议和太不完美了。美国冰球代表队不应该在1980年击败苏联队。杰克·尼克劳斯也不应该在46岁的时候用65杆的成绩赢得名人赛。这些奇迹来得太突然，简直让思维无法接受。”
这个冠军也是他职业生涯中的第18个及最后一个四大赛冠军。1998年，58岁的尼克劳斯又一次进入美国名人赛正赛，最后取得了并列第六名的好成绩。

## 常青巡回赛时期

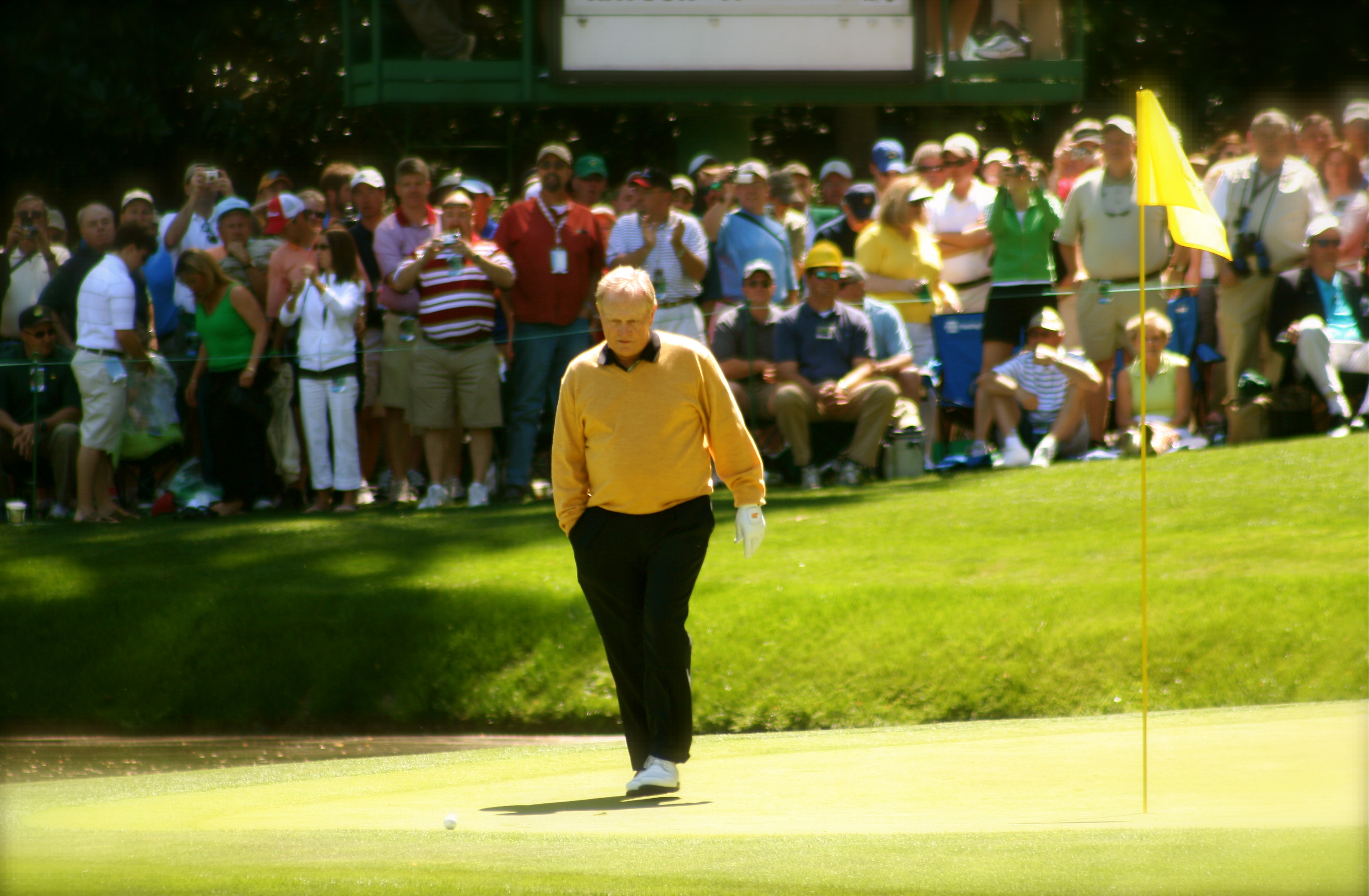
2006年美国名人赛上的尼克劳斯

1990年，迈入50岁的尼克劳斯获得了参加高级PGA巡回赛（现改名为“冠军巡回赛”，又称“常青巡回赛”）的资格，当时他感慨道：“我从未对自己感到满足。问题是，我一直想打得像我自己的水平，但我已不再能恢复到过去的我了。”当年赛季，他就立即获得了该巡回赛中一项主要赛事的冠军。之后的两年间，他一连夺得了多个巡回赛主要赛事冠军，继续在高尔夫球坛成为注目的对象。
尼克劳斯获得了除長春球員錦標賽（Senior Players Championship）以外的所有冠军巡回赛大满贯赛事。经过了颗粒无收的1992年后，他在1993年第二次获得高级美国公开赛冠军。1994年，他仅获得了巡回赛一场比赛冠军，即梅赛德斯奔驰冠军赛。1995年他状态回升，在所参加的七个比赛中均进入了前十名行列。次年，他赢得了职业生涯第100个冠军头衔。这也是他在冠军巡回赛和职业生涯中的最后一个正式的冠军。

## 职业生涯的结束
尼克劳斯最后一次在美国公开赛上的亮相是2000年赛季，当时他仅击出了73-82的成绩，从而错过了晋级后半段比赛的机会。同年举行的PGA锦标赛上，他与泰格·伍兹及维杰·辛格分到了同一组，但他仍然遗憾地在前半赛程被淘汰出局。
尼克劳斯在2005年3月1日接到他17个月大的孙子（史蒂夫·尼克劳斯之子）的噩耗，陷入沉痛情绪的他没有做充分的准备就参加了一个月后举办的美国名人赛。尼克劳斯父子在悲痛之余选择用打球来舒缓情绪，但这一次是尼克劳斯在名人赛上的最后一次亮相。 当同年7月15日举行的英国公开赛上，尼克劳斯正式宣布退役，告别了高尔夫球坛。年满65岁的他在最后一轮英国公开赛上的比赛同组对手是路克·唐诺德（Luke Donald）和汤姆·沃森当他在第二轮第18洞中击出一杆后，观赛的球迷以长达十分钟的掌声对这位即将退役的传奇巨星表示敬意

## 球场之外的多面手

### 高尔夫球场设计师
尼克劳斯在球场设计上也倾注了大量的精力，他名下的球场设计所是全球最大的事务所之一。他设计的第一个球场，即Harbour Town Golf Links，早在1969年就已投入使用。在早些年，他的所有作品都是与皮特·戴（Pete Dye）或德斯蒙德·穆海德（Desmond Muirhead）这两位世界知名球场设计师合作完成的。他独自设计完成的首个球场，即位于加拿大安大略省奥克维尔市的阿比幽谷（Glen Abbey）高尔夫球场，落成于1976年。该球场曾多次举办加拿大高尔夫球公开赛 。目前尼克劳斯的事务所由他及四个儿子和一个女婿一起经营管理。截至2005年底，该事务所在全球各地合共设计了299个高尔夫球场，这接近于全球高尔夫球场总数的1%（根据2005年《高尔夫文摘》的统计，全球有近32000个球场，其中约有半数在美国境内）。

### 作家及媒体人
尼克劳斯的作品包括数本高尔夫指导教材、一部自传（《我的故事》）、一本关于他的高尔夫球场设计哲学的著作及一些高尔夫运动影片錄影。作家肯·鮑登（Ken Bowden）经常协助他的写作。他的高尔夫教材《Golf My Way》被认为是历史上最经典的指导书之一，并被多次再版发行。此外，他还经常在《GOLF》杂志和《高尔夫文摘》（Golf Digest）上开辟高尔夫球指导专栏。他还经常作为高尔夫球评论家和ABC体育频道的高尔夫球解说员活跃在电视节目中。以下列出尼克劳斯的部分主要著作。
- 《The Greatest Game of All》，杰克·尼克劳斯著，1969年
- 《Golf My Way》, 杰克·尼克劳斯与肯·鮑登合著，1974年，1998年，2005年
- 《On and Off the Fairway》，杰克·尼克劳斯与肯·鮑登合著，1978年
- 《Play Better Golf: The Short Game and Scoring》，杰克·尼克劳斯与肯·鮑登合著，1987年
- 《Play Better Golf: Short Cuts to Lower Scores》，杰克·尼克劳斯与肯·鮑登合著，1990年
- 《Jack Nicklaus: My Story》，杰克·尼克劳斯与肯·鮑登合著，1997年
- 《Jack Nicklaus' Lesson Tee》，杰克·尼克劳斯与肯·鮑登合著，1998年
- 《Nicklaus by Design: Golf Course Strategy and Architecture》，杰克·尼克劳斯与克里斯·米勒德（Chris Millard）合著，2002年
- 《Jack Nicklaus: Memories and Mementos from Golf's Golden Bear》，杰克·尼克劳斯著，2007年
- 《'Golf and Life》，杰克·尼克劳斯与約翰·提克尔博士（Dr. John Tickell）合著，2007年

### 球赛组织者和球具生产商
尼克劳斯还是PGA巡回赛重要赛事“纪念高球赛”的创始人，这项赛事在他的家乡俄亥俄州繆菲德村（Muirfield Village）举办，并在他亲自设计的球场进行。这一赛事的前身是哥伦比亚职业业余混合赛（于1975年停办）。。此外，尼克劳斯名下的“尼克劳斯高尔夫球装备”公司创立于1992年，主要以三个品牌生产销售高尔夫球装备用具:金熊版（Golden Bear）、 傑克·尼克勞斯簽名版（Jack Nicklaus Signature）和尼克勞斯超值版（Nicklaus Premium）。这三个品牌分别面向不同层次的高尔夫球手。

## 竞技风格
尼克劳斯是同时期球员中击球距离最长和线路最直的选手之一。他通常喜欢打出右曲球，以使球可以在光滑的果岭上较快地减速。选择这一技术动作的另一个原因是他的击球水平能保证他击出足够远的距离。尼克劳斯也以其对球场的利用技巧而著称。他往往能够合理利用地形，让自己的每一杆球都为下一杆做好成功的铺垫。加里·普莱尔曾盛赞其击球理念是“有史以来最伟大的”。尽管尼克劳斯的推杆技术并不是最出色的，但他往往能在关键时刻把握机会，推出漂亮的致胜一球。他的稳健风格也是球手中较为出名的，在不必要的时候很少愿意打冒险球。尤其是在果岭上，他往往选择稳健保守，用两杆推杆来确保成绩。对此，尼克劳斯在自传中写道：“我是一名优秀的两杆推球手，但有时会显得过于保守。”。

## 荣誉
1962年PGA巡回赛季结束后，首次参赛的尼克劳斯就获得了组织方颁发的PGA巡回赛最佳新人荣誉。在获得五次PGA巡回赛年度最佳球手和八次PGA巡回赛奖金榜冠军之余，他还获得了鲍勃·琼斯奖和佩恩·斯图尔特奖等荣誉。他还被列入世界高尔夫球名人堂和加拿大高尔夫球名人堂。他的肖像还被印刷于苏格兰皇家银行的五镑纸币上，从而成为首位在世期间被印在英国纸币上的皇室人物以外的名人。在他的家乡俄亥俄州哥伦布市的俄亥俄州立大学校园内，建有杰克·尼克劳斯纪念馆。他还获邀参加该校著名的行进乐团表演，当成员们排列成标志性的Ohio字样时，构成i上一点的人就是尼克劳斯，这是对于乐团外成员的最高荣誉。

### 美国勋章奖章
- 国会金质奖章（美国国会，2014年12月16日批准[44]）

### 外国勋章奖章
- 旭日中绶章（日本，2006年4月公布[45]）

## 职业生涯所获成绩
在数十年的美巡赛生涯中，尼克劳斯共夺得了至今无人超越的18个大满贯赛事冠军，73个PGA巡回赛冠军，后一个成绩仅次于山姆·施奈德（Sam Snead）。他也是美国名人赛历史上夺冠次数最多的球手（六次）。他代表美国参加过6次莱德杯比赛，其中2次作为队长。另外他曾8次占据PGA巡回赛奖金榜首位。
- PGA巡回赛赛事冠军：73个
- 其他赛事冠军：22个
- 常青巡回赛冠军：10个
- 其他老龄赛事冠军：9个

### 四大满贯赛冠军（18）
| 年份 | 赛事           | 54洞     | 夺冠成绩              | 冠亚军分差 | 亚军                                             |
| ---- | -------------- | -------- | --------------------- | ---------- | ------------------------------------------------ |
| 1962 | 美国公开赛     | 2杆落后  | -1 (72-70-72-69=283)  | 附加赛1    | 阿诺德·帕尔默                                    |
| 1963 | 美国名人赛     | 1杆领先  | -2 (74-66-74-72=286)  | 1 杆       | 托尼·莱玛                                        |
| 1963 | PGA锦标赛      | 3杆落后  | -5 (69-73-69-68=279)  | 2杆        | 戴夫·拉甘                                        |
| 1965 | 美国名人赛 (2) | 5杆领先  | -17 (67-71-64-69=271) | 9杆        | 阿诺德·帕尔默, 加里·普莱尔                       |
| 1966 | 美国名人赛 (3) | 并列     | E (68-76-72-72=288)   | 附加赛2    | 盖·布鲁尔, 汤米·雅各布斯                         |
| 1966 | 英国公开赛     | 2 杆落后 | -2 (70-67-75-70=282)  | 1杆        | 道格·桑德斯, 戴夫·托马斯                         |
| 1967 | 美国公开赛 (2) | 1杆落后  | -9 (71-67-72-65=275)  | 4杆        | 阿诺德·帕尔默                                    |
| 1970 | 英国公开赛 (2) | 2杆落后  | -5 (68-69-73-73=283)  | 附加赛3    | 道格·桑德斯                                      |
| 1971 | PGA锦标赛 (2)  | 4杆领先  | -7 (69-69-70-73=281)  | 2杆        | 比利·加士柏                                      |
| 1972 | 美国名人赛 (4) | 1杆领先  | -2 (68-71-73-74=286)  | 3杆        | 布鲁斯·克兰普顿, 鲍比·米切尔, 汤姆·怀斯科夫      |
| 1972 | 美国公开赛 (3) | 1杆领先  | +2 (71-73-72-74=290)  | 3杆        | 布鲁斯·克兰普顿                                  |
| 1973 | PGA锦标赛 (3)  | 1杆领先  | -7 (72-68-68-69=277)  | 4杆        | 布鲁斯·克兰普顿                                  |
| 1975 | 美国名人赛 (5) | 1杆落后  | -12 (68-67-73-68=276) | 1杆        | 汤姆·怀斯科夫, 约翰尼·米勒                       |
| 1975 | PGA锦标赛 (4)  | 4杆领先  | -4 (70-68-67-71=276)  | 2杆        | 布鲁斯·克兰普顿                                  |
| 1978 | 英国公开赛 (3) | 1杆落后  | -7 (71-72-69-69=281)  | 2杆        | 本·克瑞肖, 雷蒙德·弗洛伊德, 汤姆·凯特, 西蒙·欧文 |
| 1980 | 美国公开赛 (4) | 并列     | -8 (63-71-70-68=272)  | 2杆        | 青木功                                           |
| 1980 | PGA锦标赛 (5)  | 3杆领先  | -6 (70-69-66-69=274)  | 7杆        | 安迪·宾                                          |
| 1986 | 美国名人赛 (6) | 4杆落后  | -9 (74-71-69-65=279)  | 1杆        | 汤姆·凯特, 格雷格·诺曼                           |

1 在18洞附加赛中击败阿诺德·帕尔默，尼克劳斯 (71)-帕尔默 (74) 

2 在18洞附加赛中击败汤米·雅各布斯和盖·布鲁尔，尼克劳斯 (70)-雅各布斯 (72)-布鲁斯 (78) 

3 在18洞附加赛中击败道格·桑德斯，尼克劳斯 (72)-桑德斯 (73)。

### 四大赛历届赛事成绩一览
| 赛事       | 1957 | 1958 | 1959 |
| ---------- | ---- | ---- | ---- |
| 美国名人赛 | DNP  | DNP  | CUT  |
| 美国公开赛 | CUT  | T41  | CUT  |
| 英国公开赛 | DNP  | DNP  | DNP  |
| PGA锦标赛  | DNP  | DNP  | DNP  |

| 赛事       | 1960   | 1961  | 1962 | 1963 | 1964 | 1965 | 1966 | 1967 | 1968 | 1969 |
| ---------- | ------ | ----- | ---- | ---- | ---- | ---- | ---- | ---- | ---- | ---- |
| 美国名人赛 | T13 LA | T7    | T15  | 1    | T2   | 1    | 1    | CUT  | T5   | T24  |
| 美国公开赛 | 2 LA   | T4 LA | 1    | CUT  | T23  | T31  | 3    | 1    | 2    | T25  |
| 英国公开赛 | DNP    | DNP   | T32  | 3    | 2    | T12  | 1    | 2    | T2   | T6   |
| PGA锦标赛  | DNP    | DNP   | T3   | 1    | T2   | T2   | T22  | T3   | CUT  | T11  |

| 赛事       | 1970 | 1971 | 1972 | 1973 | 1974 | 1975 | 1976 | 1977 | 1978 | 1979 |
| ---------- | ---- | ---- | ---- | ---- | ---- | ---- | ---- | ---- | ---- | ---- |
| 美国名人赛 | 8    | T2   | 1    | T3   | T4   | 1    | T3   | 2    | 7    | 4    |
| 美国公开赛 | T49  | 2    | 1    | T4   | T10  | T7   | T11  | T10  | T6   | T9   |
| 英国公开赛 | 1    | T5   | 2    | 4    | 3    | T3   | T2   | 2    | 1    | T2   |
| PGA锦标赛  | T6   | 1    | T13  | 1    | 2    | 1    | T4   | 3    | CUT  | T65  |

| 赛事       | 1980 | 1981 | 1982 | 1983 | 1984 | 1985 | 1986 | 1987 | 1988 | 1989 |
| ---------- | ---- | ---- | ---- | ---- | ---- | ---- | ---- | ---- | ---- | ---- |
| 美国名人赛 | T33  | T2   | T15  | WD   | T18  | T6   | 1    | T7   | T21  | 18   |
| 美国公开赛 | 1    | T6   | 2    | T43  | T21  | CUT  | T8   | T46  | CUT  | T43  |
| 英国公开赛 | T4   | T23  | T10  | T29  | T31  | CUT  | T46  | T72  | T25  | T30  |
| PGA锦标赛  | 1    | T4   | T16  | 2    | T25  | T32  | T16  | T24  | CUT  | T27  |

| 赛事       | 1990 | 1991 | 1992 | 1993 | 1994 | 1995 | 1996 | 1997 | 1998 | 1999 |
| ---------- | ---- | ---- | ---- | ---- | ---- | ---- | ---- | ---- | ---- | ---- |
| 美国名人赛 | 6    | T35  | T42  | T27  | CUT  | T35  | T41  | T39  | T6   | DNP  |
| 美国公开赛 | T33  | T46  | CUT  | T72  | T28  | CUT  | T27  | T52  | T43  | CUT  |
| 英国公开赛 | T63  | T44  | CUT  | CUT  | CUT  | T79  | T45  | 60   | DNP  | DNP  |
| PGA锦标赛  | CUT  | T23  | CUT  | CUT  | CUT  | T67  | CUT  | CUT  | DNP  | DNP  |

| 赛事       | 2000 | 2001 | 2002 | 2003 | 2004 | 2005 |
| ---------- | ---- | ---- | ---- | ---- | ---- | ---- |
| 美国名人赛 | T54  | CUT  | DNP  | CUT  | CUT  | CUT  |
| 美国公开赛 | CUT  | DNP  | DNP  | DNP  | DNP  | DNP  |
| 英国公开赛 | CUT  | DNP  | DNP  | DNP  | DNP  | CUT  |
| PGA锦标赛  | CUT  | DNP  | DNP  | DNP  | DNP  | DNP  |

LA = 业余球手身份

DNP = 未参赛

WD = 因伤退赛

CUT = 遭半程淘汰

"T" 意指并列名次。

绿色底色表示冠军。黄色底色表示进入前十名。

### 四大赛成绩统计
- 参赛：163次
- 夺冠：18次
- 亚军（含并列）：19次
- 前三名（含并列）：46次
- 前五名（含并列）：57次
- 前十名（含并列）：73次
- 连续保持前十名次数：连续15次

## 脚注
1. ↑  . Microsoft Encarta Online Encyclopedia 2007.   [2009-10-30]. （原始内容存档于2008-05-24） （英语）.
2. ↑  Spencer, Reid. . The Sporting News. 2002. ISBN 0892046929 （英语）.
3. ↑  Yocom, Guy. . Golf Digest. April 2004  [2009-10-30]. （原始内容存档于2015-08-10） （英语）.
4. 1 2 3 4 5 6  Nicklaus, Jack; Bowden, Ken. . William Heinemann Ltd. 1974: 256. ISBN 1850514755 （英语）.
5. ↑  .   [2009-10-30]. （原始内容存档于2019-05-12） （英语）.
6. ↑  O'Connor, Ian. . Houghton Mifflin. 2008-04-11. ISBN 0618754466 （英语）.
7. 1 2  Nicklaus, Jack; Bowden, Ken. . Simon & Schuster Paperbacks. 1997. ISBN 1416542248 （英语）.
8. ↑  . Nicklaus.com.   [2009-10-30]. （原始内容存档于2008-12-01） （英语）.
9. ↑  Soffian, Seth. . News-Press.   [2009-10-30]. （原始内容存档于2019-05-12） （英语）.
10. ↑  . World Golf Hall of Fame.   [2009-10-30]. （原始内容存档于2009-08-23） （英语）.
11. ↑  . Nicklaus.com.   [2009-10-30]. （原始内容存档于2010-01-17） （英语）.
12. ↑  .   [2009-10-30]. （原始内容存档于2008-12-01） （英语）.
13. ↑  . Nicklaus.com.   [2009-10-30]. （原始内容存档于2010-01-17） （英语）.
14. 1 2  Apfelbaum, Jim. . Skyhorse Publishing. 2007. ISBN 1602390142 （英语）.
15. ↑  Michaux, Scott. . The Augusta Chronicle. 2005-04-03  [2009-10-30]. （原始内容存档于2009-07-28） （英语）.
16. ↑  . Nicklaus.com.   [2009-10-30]. （原始内容存档于2008-12-01） （英语）.
17. ↑  . Nicklaus.com.   [2009-10-30]. （原始内容存档于2010-01-17） （英语）.
18. ↑  . Nicklaus.com.   [2009-10-30]. （原始内容存档于2008-12-01） （英语）.
19. ↑  . Nicklaus.com.   [2009-10-30]. （原始内容存档于2008-12-01） （英语）.
20. ↑  Garity, John. . Sports Illustrated. 2000-06-26  [2009-10-30]. （原始内容存档于2009-06-03） （英语）.
21. ↑  Denney, Bob. .   [2009-10-30]. （原始内容存档于2016-07-02）.
22. ↑  . Nicklaus.com.   [2009-10-30]. （原始内容存档于2009-06-22） （英语）.
23. ↑  Van Brimmer, Adam. . Morris News Service. 2005-04-09  [2009-10-30]. （原始内容存档于2009-07-28） （英语）.
24. ↑  . BBC Sport. 2006  [2009-10-30]. （原始内容存档于2017-07-31） （英语）.
25. ↑  . BBC Sport. 2005  [2009-10-30]. （原始内容存档于2021-09-30） （英语）.
26. 1 2  . Nicklaus.com.   [2009-10-30]. （原始内容存档于2019-11-11） （英语）.
27. ↑  .   [2009-10-30]. （原始内容存档于2009-09-18） （英语）.
28. ↑  .   [2009-10-30]. （原始内容存档于2009-09-28） （英语）.
29. ↑  . VisitEurope.com.   [2009-10-30]. （原始内容存档于2007-12-19） （英语）.
30. ↑  . Entertainment Weekly.   [2009-10-30]. （原始内容存档于2014-05-18） （英语）.
31. ↑  .   [2009-10-30]. （原始内容存档于2009-11-18） （英语）.
32. ↑  Nicklaus, Jack; Bowden, Ken. . Simon & Schuster Paperbacks. 2007: 344-345. ISBN 1416542248 （英语）.
33. ↑  .   [2009-10-30]. （原始内容存档于2015-10-17） （英语）.
34. ↑  .   [2009-10-30]. （原始内容存档于2008-05-14） （英语）.
35. ↑  . NBC Sports.   [2009-10-30]. （原始内容存档于2008-10-23） （英语）.
36. ↑  Nicklaus, Jack; Bowden, Ken. . William Heinemann Ltd. 1974: 28. ISBN 1850514755 （英语）.
37. ↑  . NBC Sports.   [2009-10-30]. （原始内容存档于2008-10-23） （英语）.
38. ↑  . NBC Sports.   [2009-10-30]. （原始内容存档于2008-10-25） （英语）.
39. ↑  Nicklaus, Jack; Bowden, Ken. . Simon & Schuster Paperbacks. 2007: 268. ISBN 1416542248 （英语）.
40. ↑  . The Royal Bank of Scotland.   [2009-10-30]. （原始内容存档于2008-11-25） （英语）.
41. ↑  . Rampant Scotland. 2005-12-24  [2009-10-30]. （原始内容存档于2020-08-15） （英语）.
42. ↑  . NicklausMuseum.com.   [2009-10-30]. （原始内容存档于2016-02-20） （英语）.
43. ↑  . Associated Press, via ESPN.com. 2006-10-28  [2009-10-15]. （原始内容存档于2015-10-17） （英语）.
44. ↑  （英文） (PDF). Congress. 2014-12-16  [2021-09-10]. （原始内容存档 (PDF)于2022-03-08）.
45. ↑  （日語） (PDF). 内阁府. 2006  [2021-07-03]. （原始内容存档 (PDF)于2021-01-26）.